# The Sunday Times
The Sunday Times è un giornale, fondato nel 1821 e distribuito nel Regno Unito e in Irlanda, pubblicato dalla Times Newspapers Ltd, che fa parte della News International, che è a sua volta controllata da News Corporation. Anche il Times appartiene alla Times Newspapers, ma i due quotidiani furono fondati indipendentemente e divennero "fratelli" solo negli anni '60. La News International di Rupert Murdoch acquistò il giornale nel 1981.